# Grande Rochère
La Grande Rochère (pron. fr. AFI: [ɡʁɑ̃d ʁɔʃɛʁ]; 3.326 m s.l.m.) è una montagna delle Alpi Pennine (sottosezione Alpi del Grand Combin).

## Caratteristiche

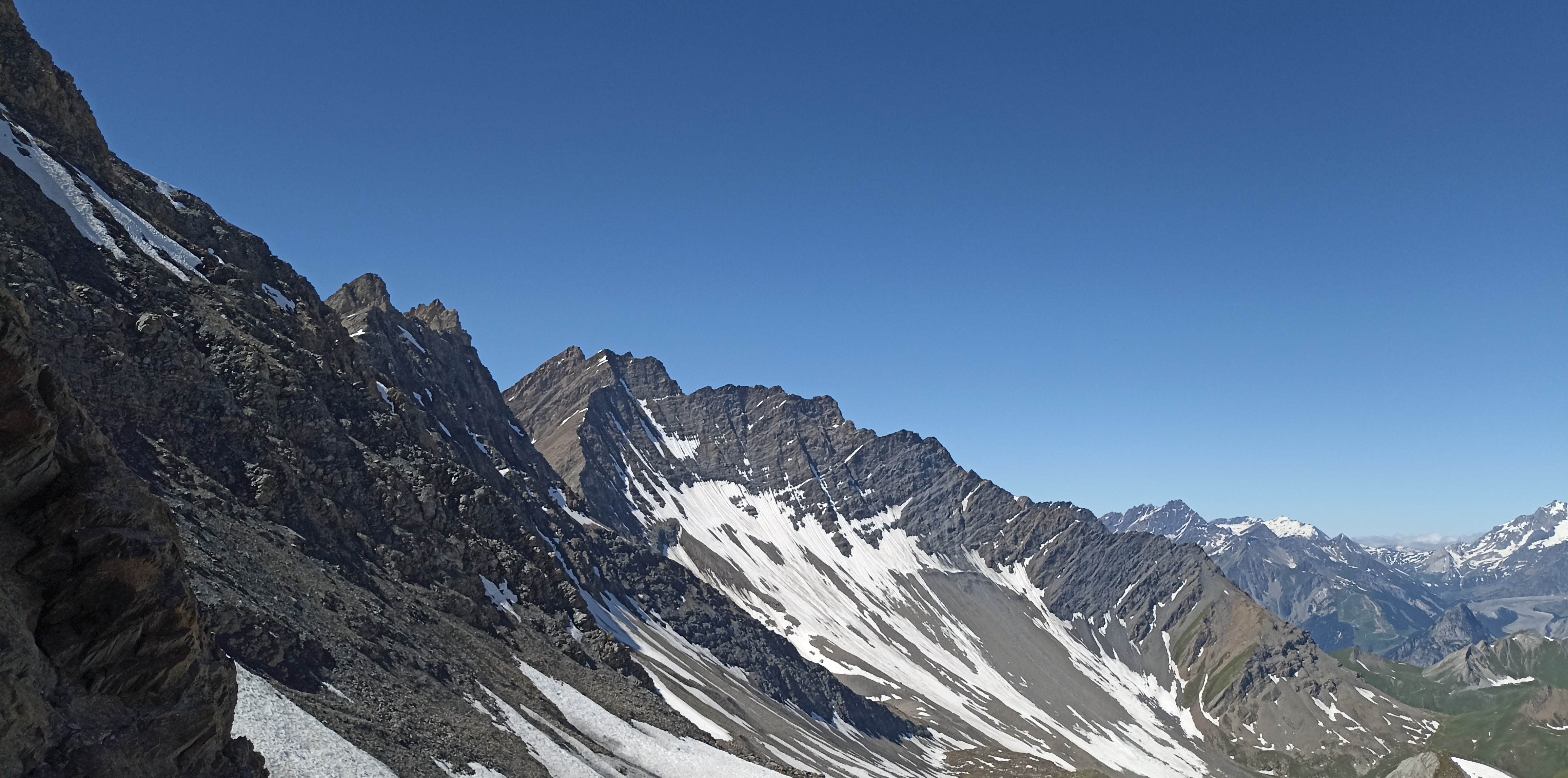
La montagna vista dal col de Malatra.

Si trova nel territorio del comune valdostano di La Salle.
Sulla vetta della montagna su un pilastrino in ferro a sezione triangolare è collocato il punto geodetico della rete primaria IGM denominato 028903 Grande Rochere.

## Salita alla vetta

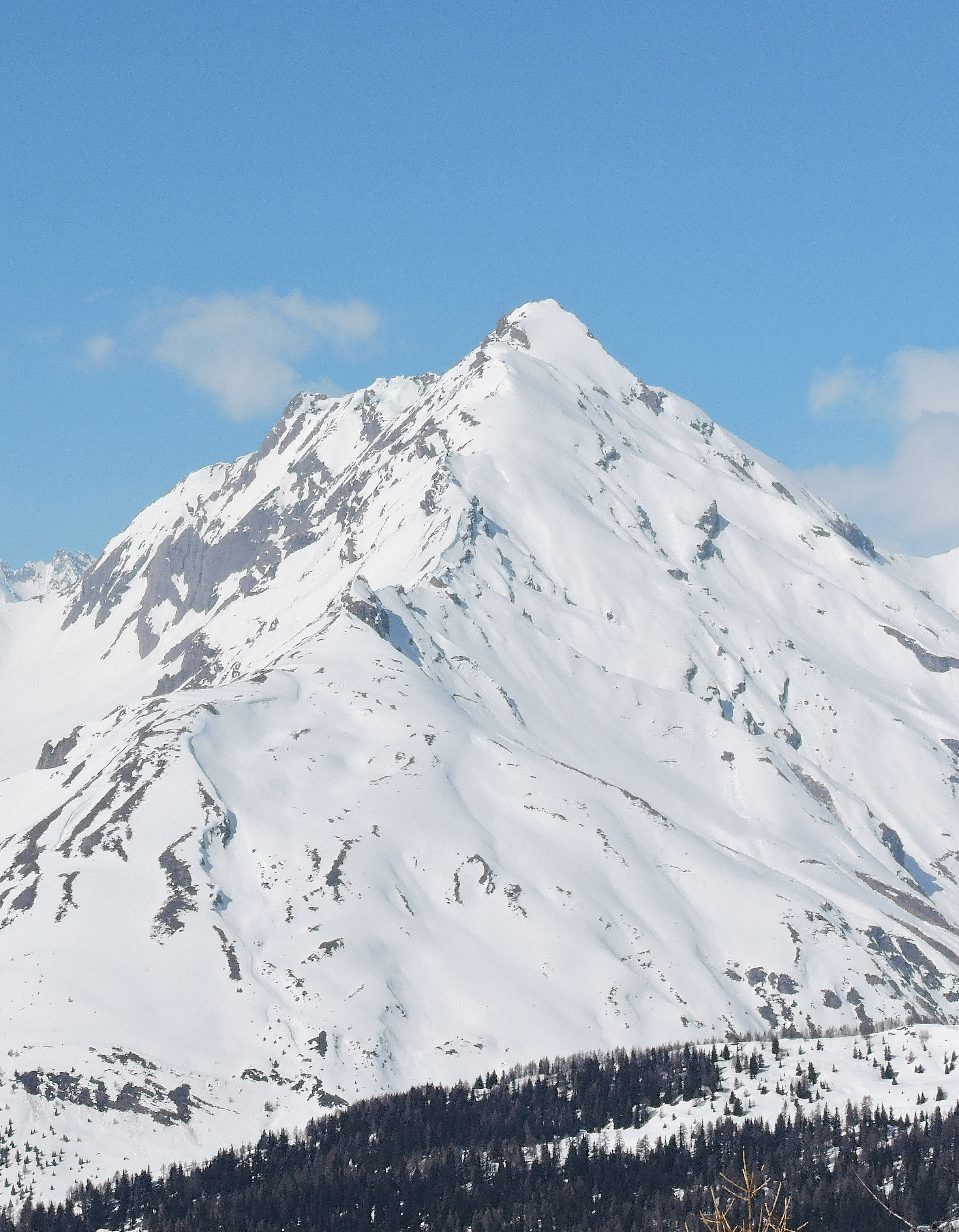
La montagna innevata dalla Court de Bard.

Si può salire sulla vetta partendo dalla frazione Planaval di La Salle.